# Demografia de Angola

Mapa étnico de Angola em 1970

A população de Angola é estimada em 32 milhões de habitantes (dados de 2019). Cerca de 95% dos angolanos são africanos bantos, pertencentes a uma diversidade de etnias. Entre estas, a mais numerosa é a dos ovimbundos que representam mais de um terço da população, seguidos dos ambundos com cerca de um quarto, e os congos com mais de 10%. Menor peso demográfico têm os chócues, os ovambos, os nhaneca-humbes, os ganguelas e os xindongas. Existem ainda pequenos grupos residuais de coissãs, os habitantes originais do atual território da Angola e, portanto, pré-banto. O hábitat destas etnias, tal como existia no fim da era colonial, continua no essencial inalterado. No entanto, durante a segunda metade do século XX houve um fluxo permanente de habitantes das áreas rurais para as cidades. A seguir à independência, a Guerra Civil Angolana provocou um verdadeiro êxodo rural, de modo que neste momento (2015) um pouco mais de metade da população total de Angola vive em áreas urbanas. Neste contexto, muitos ambundos, congos e ovimbundos (e contingentes bem mais limitados de outros grupos) fixaram-se em cidades fora do hábitat tradicional da sua respectiva etnia. Em consequência deste movimento, existe hoje uma diversidade étnica muito acentuada em Luanda (inclusive região adjacente), mas também no Lubango, em Benguela e no Huambo, enquanto ela é relativamente mais limitada, por exemplo, em Malanje, Saurimo e Cabinda.
Ao longo do período colonial constituiu-se em Angola uma população portuguesa que em 1975 contava com 320 mil a 350 mil pessoas.  Entre estes, uma parte estava radicada no país a título permanente, muitas vezes na segunda ou mesmo terceira geração; a outra parte tinha vindo na fase do "colonialismo tardio" dos anos 1960/70, geralmente a título temporário. Na sua grande maioria saíram de Angola na altura da independência, mas entretanto alguns deste grupo, mas sobretudo outros portugueses, afluíram ao país nas duas últimas décadas, em busca de empregos ou de possibilidades empresariais. O número de portugueses que vivem actualmente em Angola foi estimada em aproximadamente pelo menos de 200 mil pessoas (registos consulares) em 2012, mas é provavelmente superior. Como ao mesmo tempo houve uma forte imigração de latino-americanos, especialmente brasileiros e cubanos, a população "caucasiana" voltou a constituir um grupo seguramente não inferior a 300 mil pessoas.
A longa presença de portugueses em Angola esteve na origem de um número considerável de mestiços, ou seja, de pessoas de ascendência africana e europeia. Tanto em termos administrativos como em termos sociais, estes foram no tempo colonial considerados como uma "raça" distinta das "raças" branca e negra. Em ambos os termos, esta distinção continua a vigorar até ao presente. A proporção dos mestiços na população total é estimada em cerca de 2%.
Por fim, formou-se a partir dos anos 1990, mas sobretudo a partir do fim da Guerra Civil em 2002, um novo grupo populacional  - o dos chineses, directa ou indirectamente associados à forte presença económica da China em Angola. Há poucas fontes confiáveis sobre o seu número, mas as estimativas apontam para uma ordem de grandeza de 259 mil, em 2012.
Em 2009 a estimativa era de 22 milhões de habitantes (contra 7 milhões em 1975), o que reflecte uma verdadeira explosão populacional, explicada por um aumento da natalidade, uma diminuição da mortalidade infantil e uma maior esperança de vida à nascença, ocorridas no essencial nas crescentes áreas urbanas.  Uma consequência importante é o considerável rejuvenescimento da população: as crianças com menos de 14 anos constituem 46%.
A densidade demográfica é globalmente baixa, com cerca de 15 habitantes por quilómetro quadrado, mas extremamente desigual: às áreas urbanas, em constante expansão, contrapõem-se grandes extensões pouco habitadas, particularmente nas províncias situadas a Leste e ao Sul do país.